# Нічний Гаспар
«Нічний Гаспар» (фр. Gaspard de la nuit) — фортепіанний цикл Моріса Равеля, написаний в 1908 як музичні ілюстрації до віршів у прозі Алоізіуса Бертрана з його однойменного збірника; зображення «нічного», онірічного, потойбічного світу, населеного дивними істотами — чи то реальними, чи то удаваними.
Складається з трьох п'єс.
- «Ундіна» (фр. Ondine)
- «Шибениця» (фр. Le Gibet)
- «Скарбо́» (фр. Scarbo)

Цикл вимагає від виконавця великий віртуозності і відноситься до найбільш технічно важким творів за всю історію фортепіанної музики; про «Скарбо» Равель говорив, що навмисне хотів скласти п'єсу ще важчу, ніж «Ісламей» Балакірєва.
Авторський рукопис «Нічного Гаспара» зберігається зараз в Техаському університеті. У 1988 році Маріюс Констан (Marius Constant) створив оркестрування цієї п'єси.